# Christian Harrison
Christian Harrison (* 29. Mai 1994 in Shreveport, Louisiana) ist ein US-amerikanischer Tennisspieler.

## Karriere
Harrison nimmt seit 2011 regelmäßig an der dritthöchsten Turnierkategorie, der ITF Future Tour, teil. Bei seiner ersten Teilnahme bei einem Turnier der ATP World Tour 2013 in Atlanta gewann er sein erstes Match gegen Alejandro Falla. Im Anschluss verlor er gegen den topgesetzten John Isner in drei Sätzen. Zusammen mit seinem Bruder und Doppelpartner Ryan Harrison spielte er bei den US Open 2012, nachdem sie von der Turnierleitung eine Wildcard erhielten und erreichten das Viertelfinale. 2014 und 2015 spielte er kein Match, da er an verschiedenen Verletzungen kurieren musste.
2016 nach seiner Pause kam er bei den US Open zu seinem Debüt bei einem Grand-Slam-Turnier im Einzel, nachdem er sich durch die Qualifikation gekämpft hatte. Dort verlor er mit nur drei Spielgewinnen gegen Paul-Henri Mathieu. 2018 stand er in Savannah erstmals im Einzel in einem Finale eines Challengers, der zweithöchsten Turnierkategorie, wo er Hugo Dellien unterlag. In Wimbledon schaffte er das zweite Mal sich für ein Grand-Slam-Turnier zu qualifizieren. Hier verlor er in vier Sätzen gegen Kei Nishikori. Im Juli 2018 erreichte er mit Rang 198 seinen Bestwert in der Weltrangliste.

## Erfolge
| Legende (Anzahl der Siege) |
| Grand Slam                 |
| ATP Tour Finals            |
| ATP Tour Masters 1000      |
| ATP Tour 500 (2)           |
| ATP Tour 250               |
| ATP Challenger Tour (13)   |

| ATP-Titel nach Belag |
| Hartplatz (2)        |
| Sand (0)             |
| Rasen (0)            |

### Doppel

#### Turniersiege

##### ATP Tour
| Nr. | Datum           | Turnier  | Belag         | Partner   | Finalgegner                 | Ergebnis   |
| --- | --------------- | -------- | ------------- | --------- | --------------------------- | ---------- |
| 1.  | 9. Februar 2025 | Dallas   | Hartplatz (i) | Evan King | Ariel Behar Robert Galloway | 7:64, 7:64 |
| 2.  | 1. März 2025    | Acapulco | Hartplatz     | Evan King | Sadio Doumbia Fabien Reboul | 6:4, 6:0   |

##### ATP Challenger Tour
| Nr. | Datum             | Turnier              | Belag         | Partner            | Finalgegner                                | Ergebnis           |
| --- | ----------------- | -------------------- | ------------- | ------------------ | ------------------------------------------ | ------------------ |
| 1.  | 12. Juni 2021     | Orlando              | Hartplatz     | Peter Polansky     | JC Aragone Nicolás Barrientos              | 6:2, 6:3           |
| 2.  | 24. Juli 2021     | Cary                 | Hartplatz     | Dennis Novikov     | Petros Chrysochos Michail Pervolarakis     | 6:3, 6:3           |
| 3.  | 23. April 2022    | Tallahassee          | Sand          | Gijs Brouwer       | Diego Hidalgo Cristian Rodríguez           | 4:6, 7:5, [10:6]   |
| 4.  | 4. Juni 2022      | Little Rock          | Hartplatz     | Andrew Harris      | Robert Galloway Max Schnur                 | 6:3, 6:4           |
| 5.  | 4. Februar 2023   | Teneriffa (1)        | Hartplatz     | Shintarō Mochizuki | Matteo Gigante Francesco Passaro           | 6:4, 6:3           |
| 6.  | 11. Februar 2023  | Teneriffa (2)        | Hartplatz     | Andrew Harris      | Luke Johnson Sem Verbeek                   | 7:66, 6:74, [10:8] |
| 7.  | 22. Juli 2023     | Granby               | Hartplatz     | Miķelis Lībietis   | Tristan Schoolkate Adam Walton             | 6:4, 6:3           |
| 8.  | 24. Februar 2024  | Pau                  | Hartplatz (i) | Brandon Nakashima  | Romain Arneodo Sam Weissborn               | 7:65, 6:4          |
| 9.  | 2. März 2024      | Lille                | Hartplatz (i) | Marcus Willis      | Titouan Droguet Giovanni Mpetshi Perricard | 7:66, 6:3          |
| 10. | 27. April 2024    | Savannah             | Sand          | Marcus Willis      | Simon Freund Johannes Ingildsen            | 6:3, 6:3           |
| 11. | 13. Juli 2024     | Winnipeg             | Hartplatz     | Cannon Kingsley    | Yūta Shimizu Kaichi Uchida                 | 6:1, 6:4           |
| 12. | 6. Oktober 2024   | Mouilleron-le-Captif | Hartplatz (i) | Marcelo Demoliner  | August Holmgren Johannes Ingildsen         | 6:3, 7:5           |
| 13. | 30. November 2024 | Temuco               | Hartplatz     | Evan King          | Benjamin Lock Renzo Olivo                  | 7:65, 7:5          |

#### Finalteilnahmen
| Nr. | Datum            | Turnier      | Belag     | Partner       | Finalgegner                         | Ergebnis           |
| --- | ---------------- | ------------ | --------- | ------------- | ----------------------------------- | ------------------ |
| 1.  | 13. Januar 2021  | Delray Beach | Hartplatz | Ryan Harrison | Ariel Behar Gonzalo Escobar         | 7:65, 6:74, [4:10] |
| 2.  | 11. Januar 2025  | Auckland     | Hartplatz | Rajeev Ram    | Nikola Mektić Michael Venus         | kampflos           |
| 3.  | 16. Februar 2025 | Delray Beach | Hartplatz | Evan King     | Miomir Kecmanović Brandon Nakashima | 6:73, 6:1, [3:10]  |